# Ego Kill Talent
Ego Kill Talent è una band brasiliana a di San Paolo. La band è stata fondata nel 2014 da membri di diverse band brasiliane, come Udora, Sepultura, Reação em Cadeia (banda) e Sayowa. Il nome della band è una versione più corta del detto "Too much ego will kill your talent" (Troppo ego ucciderà il tuo talento). La band è conosciuta per aver cambiato strumenti musicali durante una performance. Erano già support-act per System of a Down, Korn e Foo Fighters. Si sono esibiti anche in festival come Rock in Rio, Download Festival e Lollapalooza Brazil. Sono stati nominati da Google come uno dei 20 atti imminenti del 2017.
Nel 2017 è stato pubblicato il primo album, che aveva lo stesso nome della band. Nel corso degli anni hanno anche pubblicato diversi EP.

## Membri attivi
- Emmily Barreto - Voce (2022-)
- Theo van der Loo - Chitarra/Basso (2014-)
- Niper Boaventura - Chitarra/Basso (2016-)
- Raphael Miranda - Batteria/Basso (2014-)
- Jean Dolabella - Batteria/Chitarra (2014-)

### Ex-membri
- Estevam Romera - Chitarra/Basso (2014-2016)
- Jonathan Correa - Voce (2014-2022)